# Prionospio multipinnulata
Prionospio multipinnulata är en ringmaskart som först beskrevs av Blake och Kudenov 1978.  Prionospio multipinnulata ingår i släktet Prionospio och familjen Spionidae. Inga underarter finns listade i Catalogue of Life.